# Pertes de la Valserine
Les pertes de la Valserine sont des gorges de France situées sur le cours de la Valserine, à Bellegarde-sur-Valserine, sur la commune de Valserhône, juste en amont du confluent avec le Rhône.

## Géographie
Contrairement à ce que pourrait penser leur nom, les pertes de la Valserine ne constituent pas une perte — phénomène dont est par exemple affecté le Danube — mais un canyon en fente à la manière des gorges du Fier. Son qualificatif de « pertes » vient probablement du fait que l'eau semble disparaitre sous terre alors qu'elle est simplement moins aisément visible depuis les rives car encaissée entre les parois rocheuses hautes de parfois trente mètres.
La rivière franchit ici une dalle calcaire et y a notamment creusé des marmites de géant.
Les pertes constituent un site inscrit depuis le 2 février 1937.

## Tourisme
Le site accueille environ 50 000 visiteurs chaque année.
Il est ouvert du printemps au début de l'hiver, accessible par un sentier aménagé au départ de Bellegarde-sur-Valserine ou de Lancrans,.

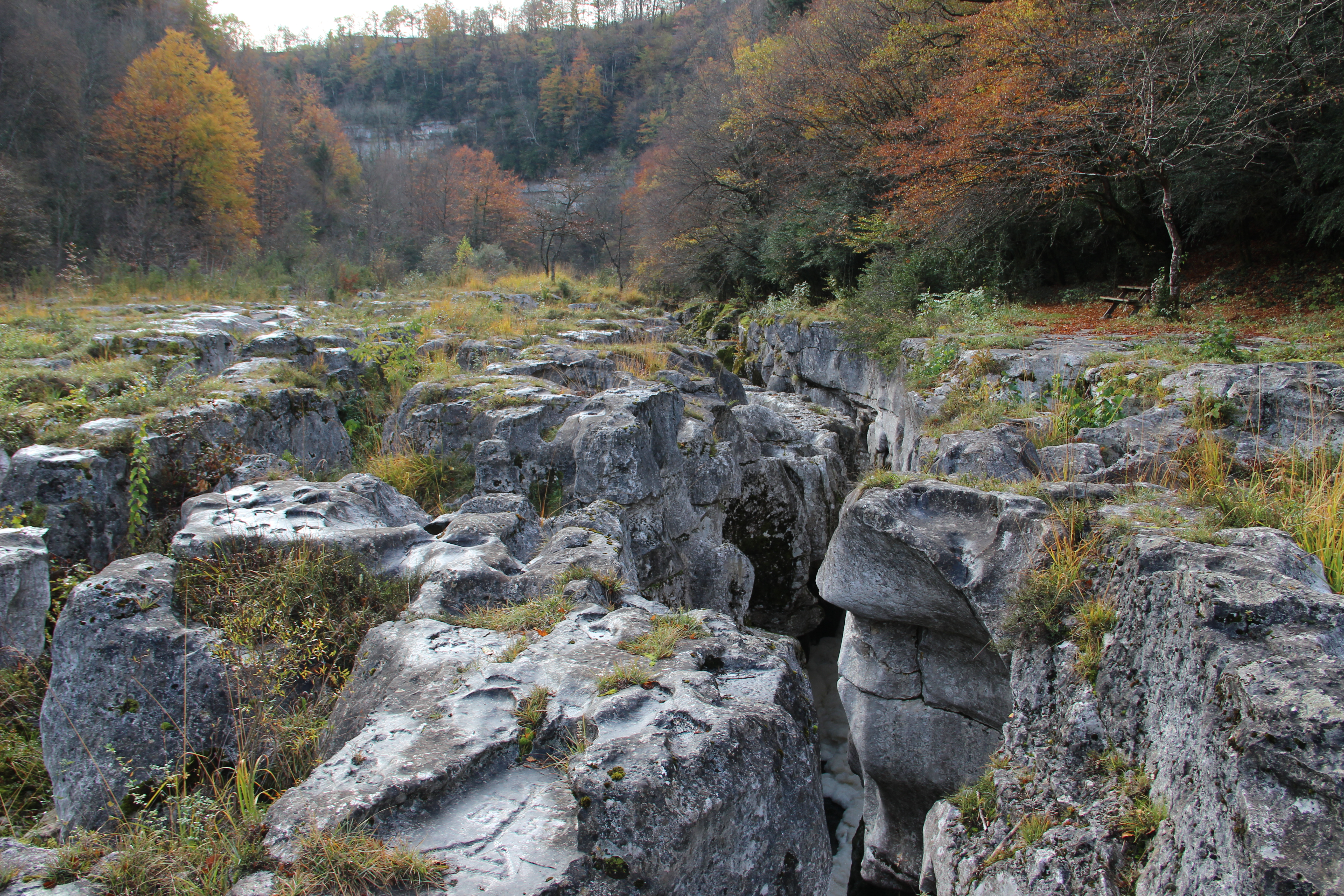
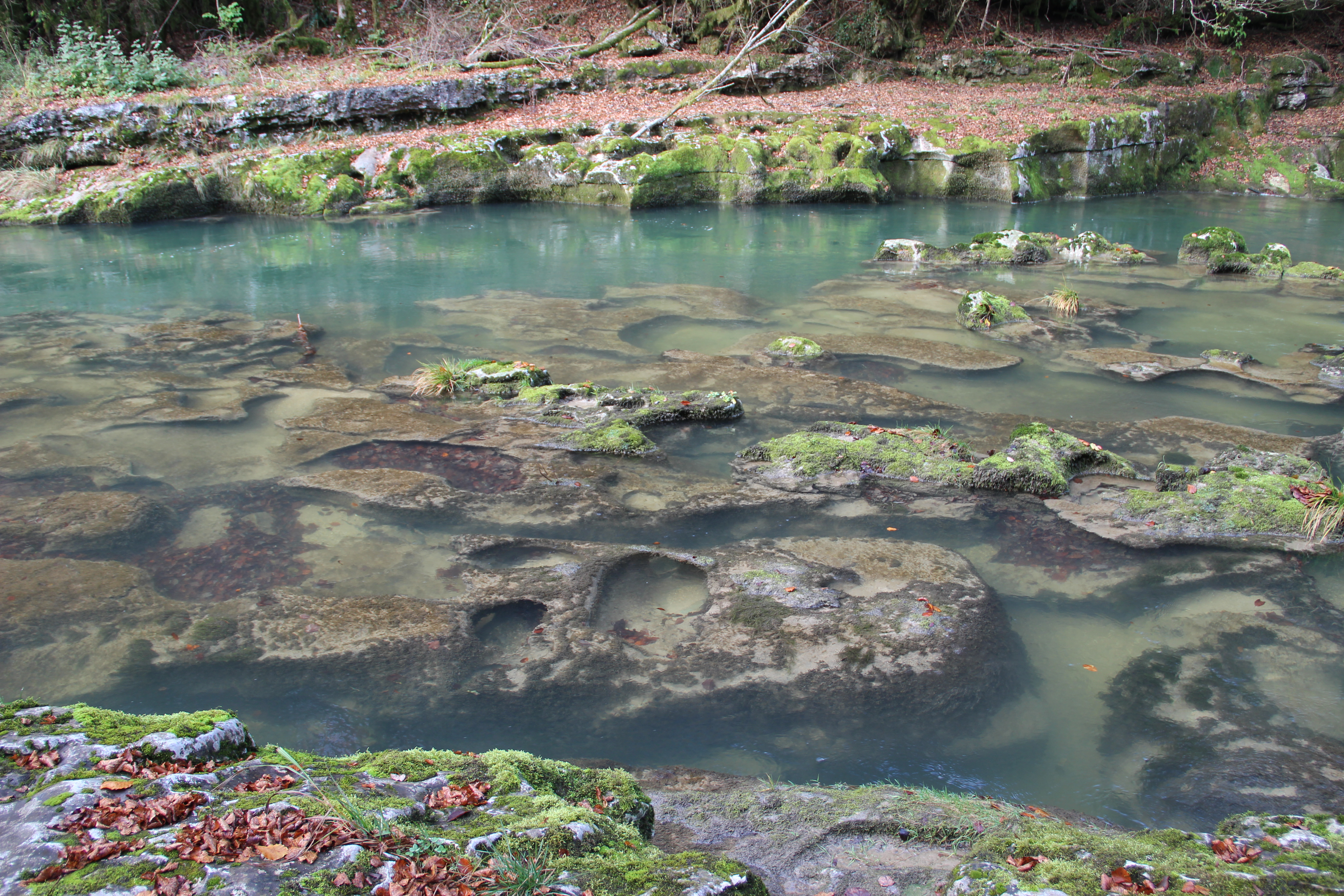
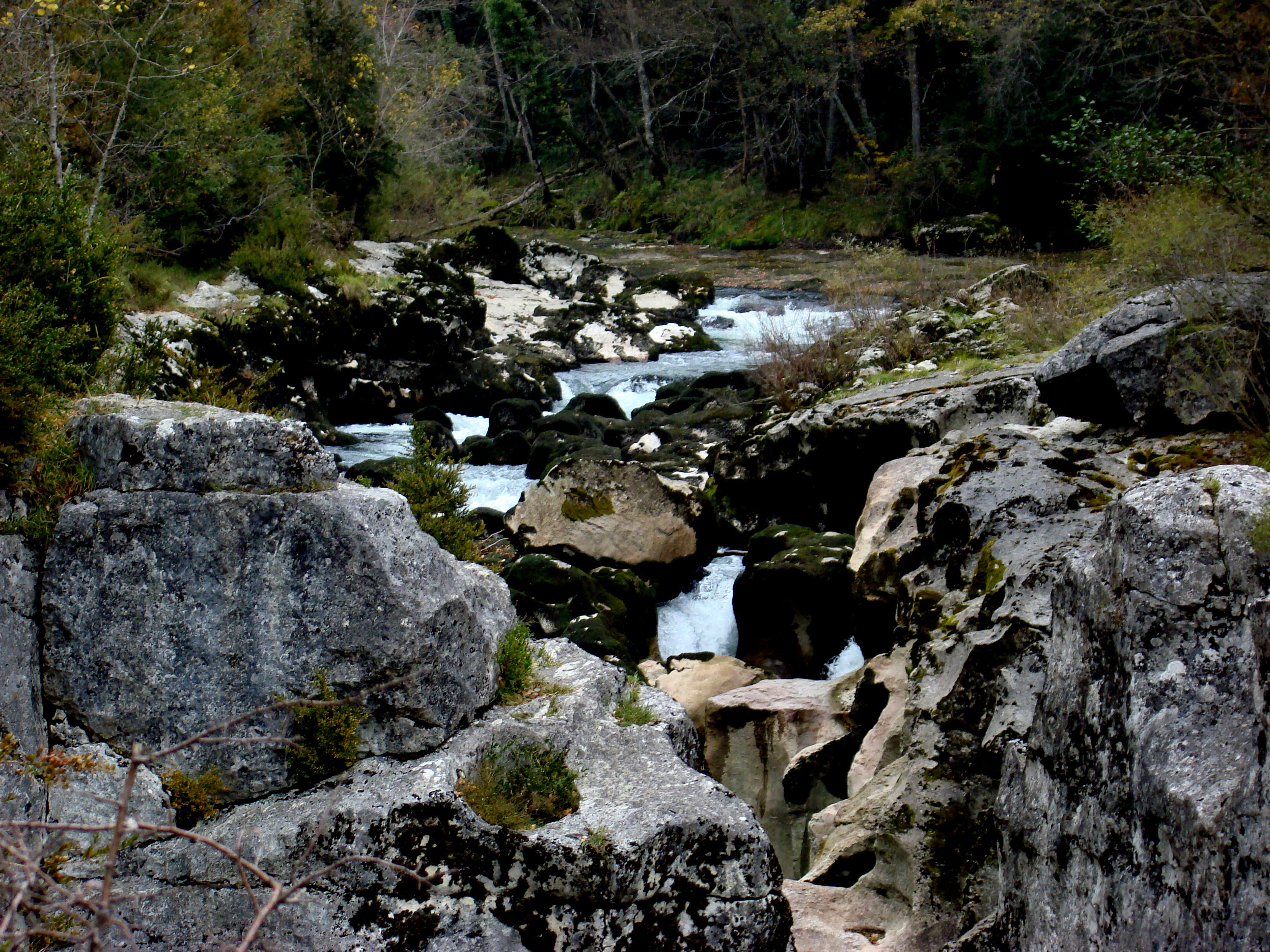
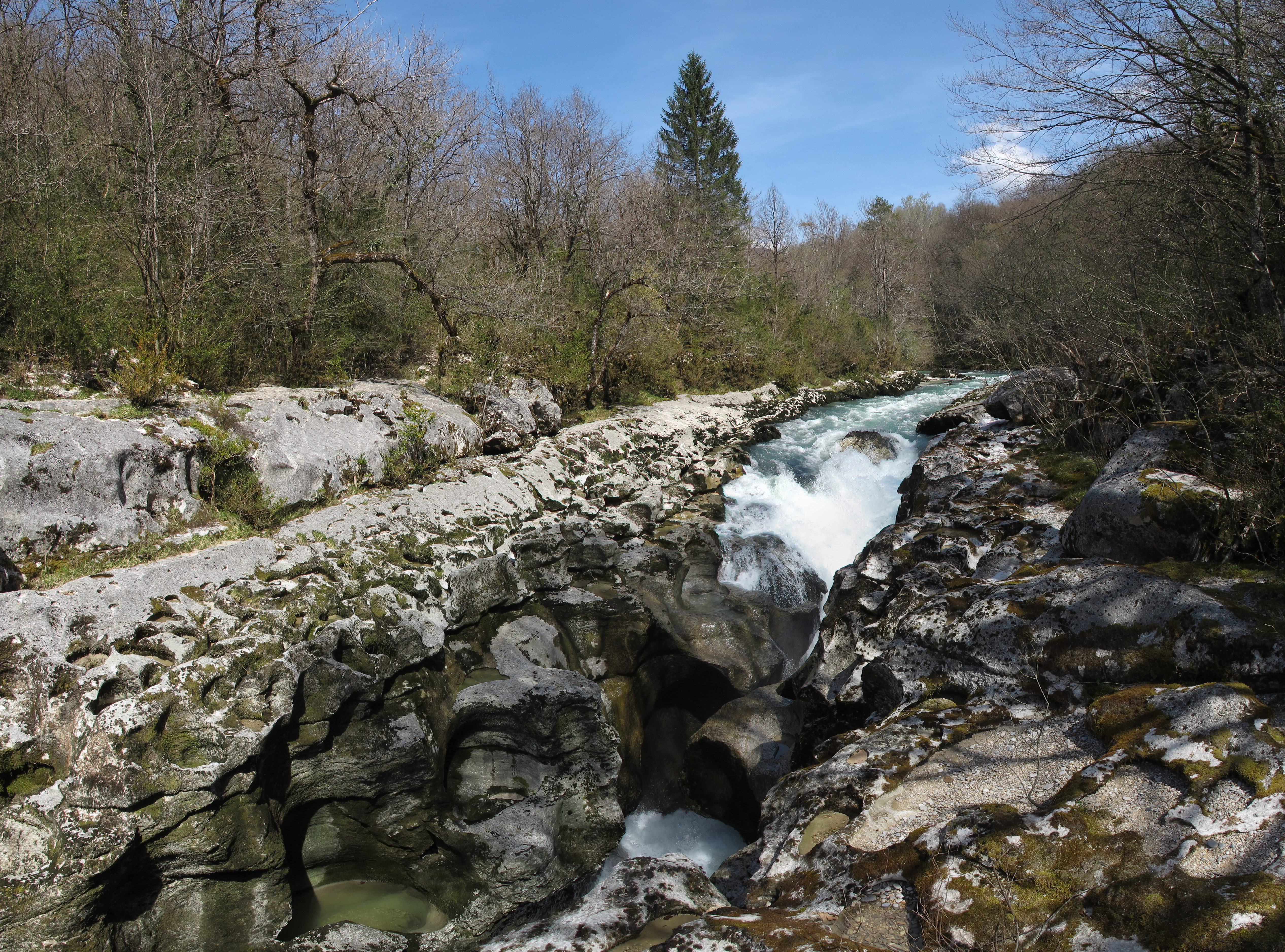
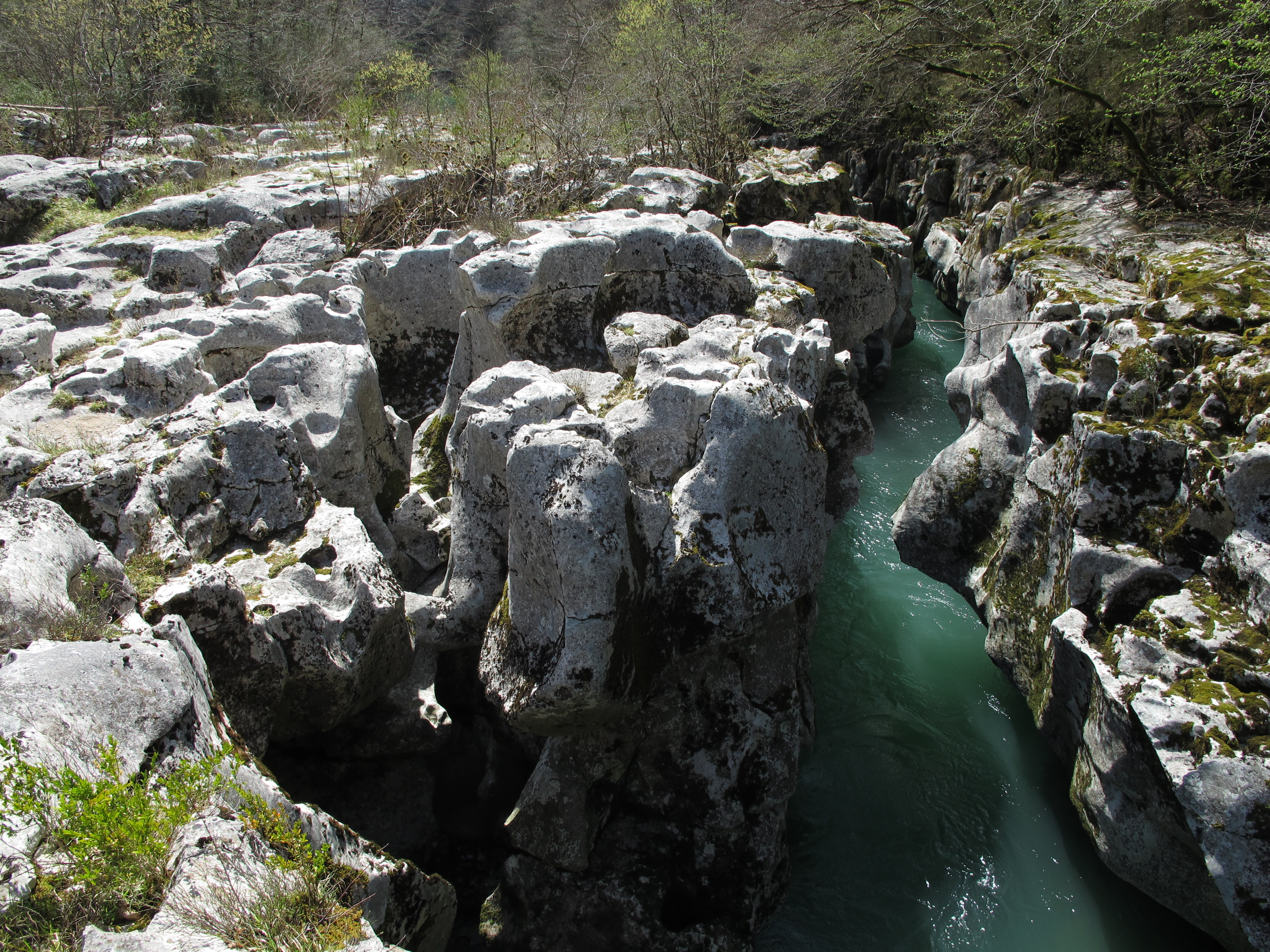
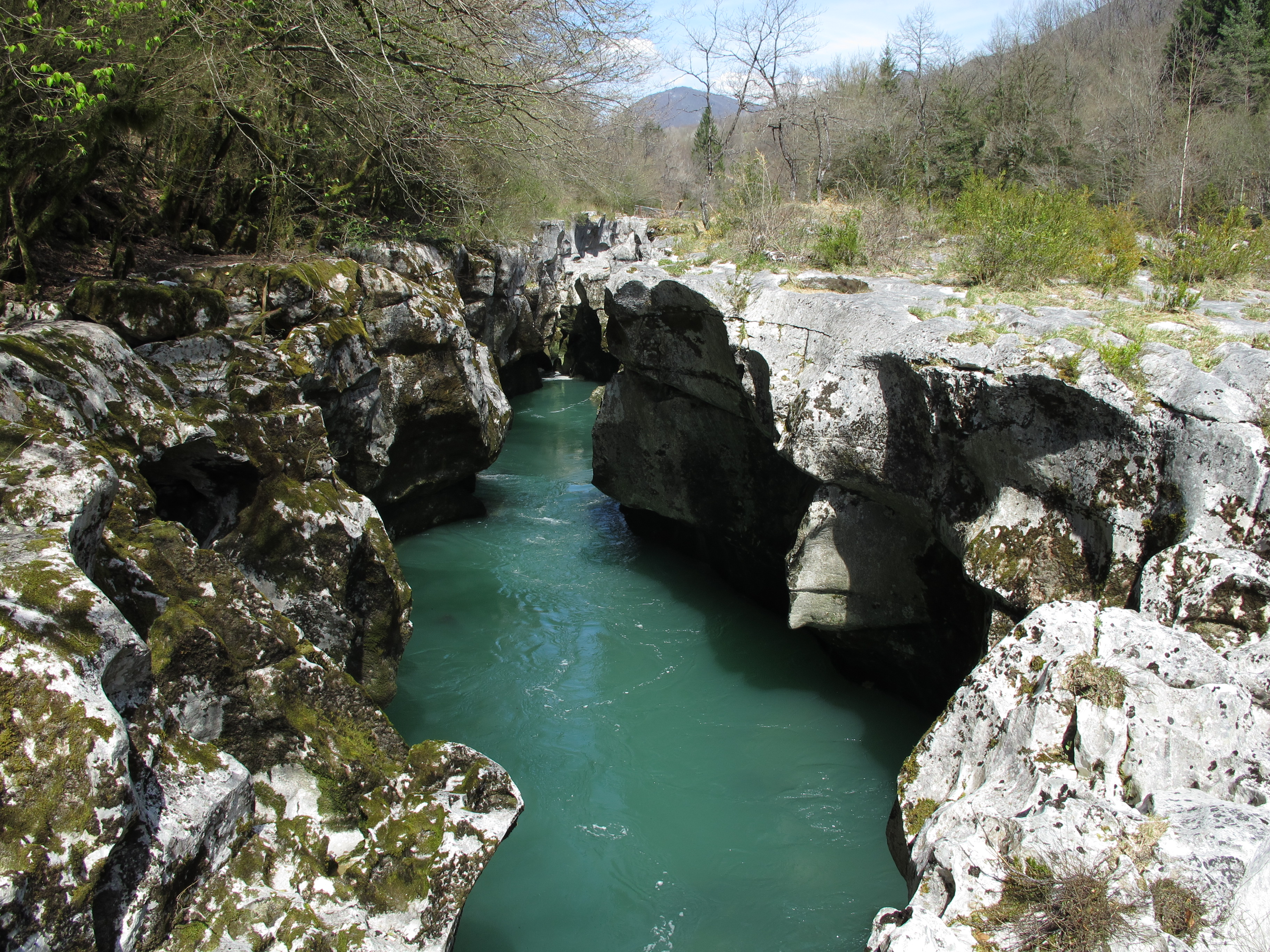
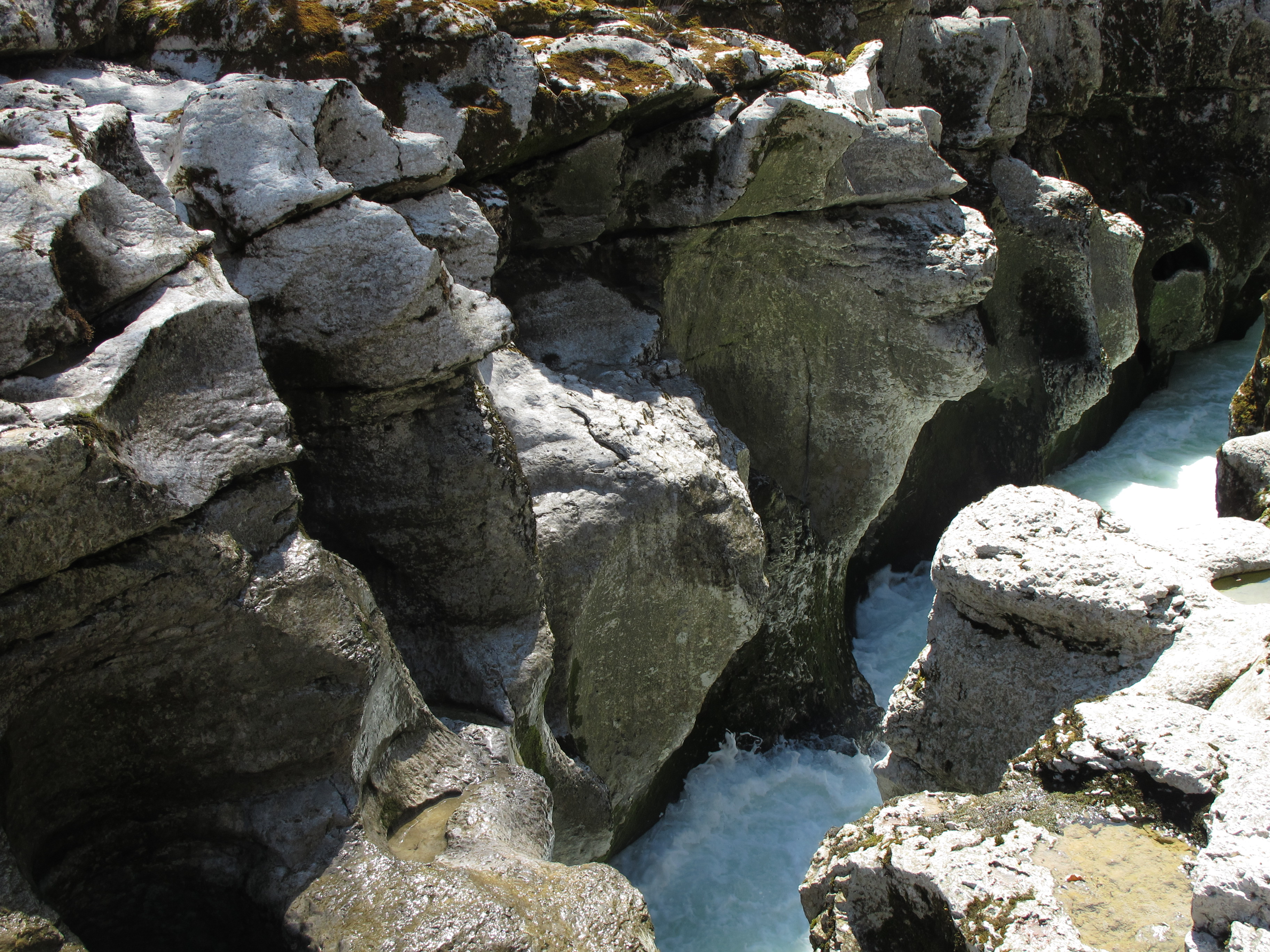
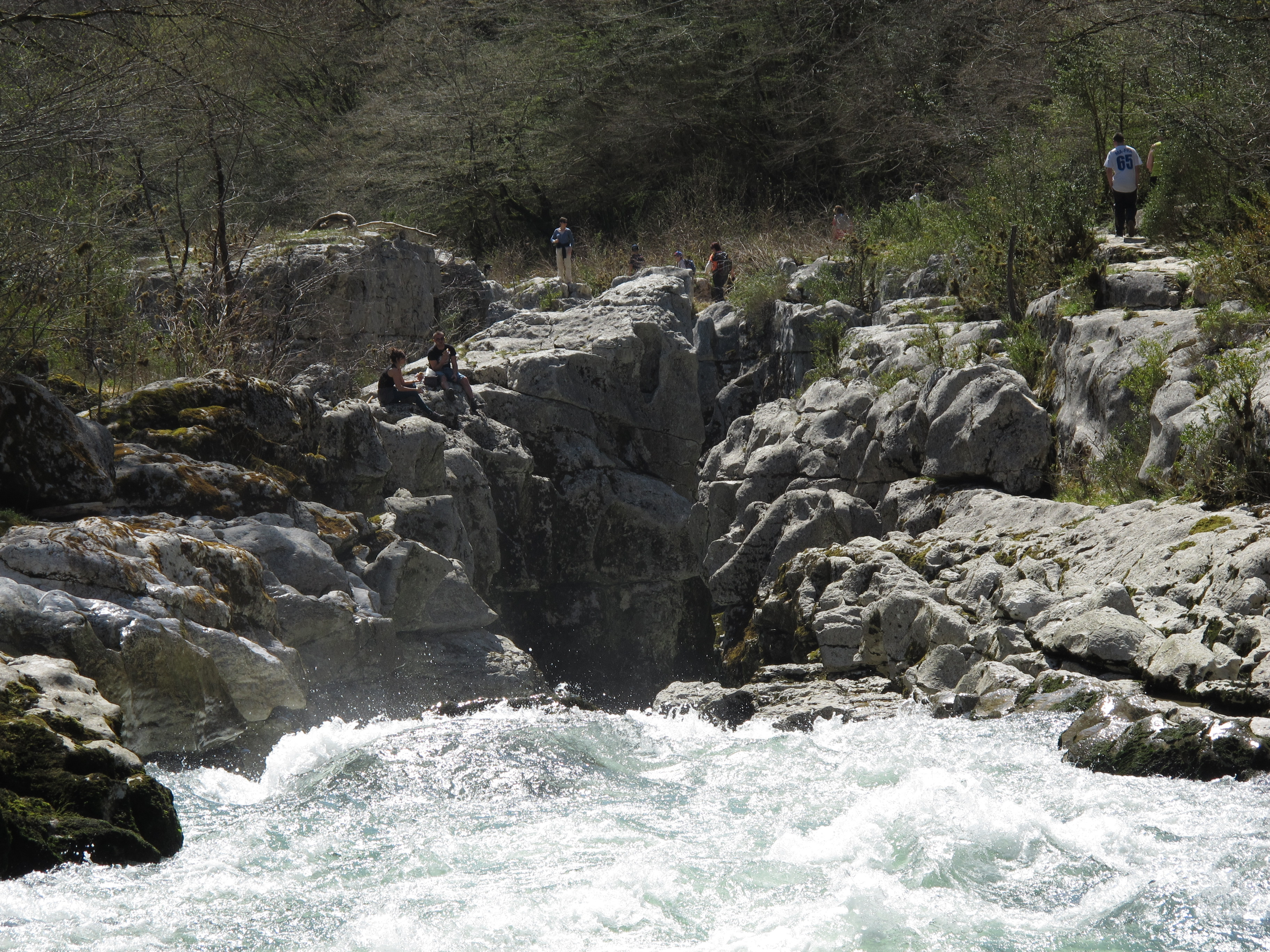